# Weitgraben
Weitgraben ist ein Dorf und eine Katastralgemeinde der Marktgemeinde Blindenmarkt, Niederösterreich. Mit Oktober 2017 wurde die damalige Ortschaft Weitgraben aufgelöst und zu Blindenmarkt zusammengelegt.
Das Dorf Weitgraben liegt zwei Kilometer nördlich von Blindenmarkt und ist über die Landesstraße L6016 erreichbar. Im Franziszeischen Kataster von 1822 ist Weitgraben als Haufendorf mit  drei Vierkantern und weiteren Gehöften und Häusern verzeichnet.